# 동산양개
동산양개(洞山良价, 807년 ~ 869년)는 9세기 중국 당나라의 승려이다. 21세때 숭산의 소림사에서 구족계를 받아 출가했으며, 선가오종의 최초로 조동종을 만들었다. 63세, 법랍 42세인 869년 3월, 방장실에서 조용히 열반했다. 저서로 보경삼매, 오위현결이 있다. 석가모니 이래 38대이다.

## 동산삼로
동산 스님은 제자들을 가르치는 수단으로 조도(鳥道), 현로(玄路), 전수(展手)의 세 가지 방편수단을 제시하고 있다. 이를 동산의 삼로라고 한다. 조도(鳥道)는 새가 공중을 날아다니며 자취를 남기지 않는 것처럼, 일체의 경계에 걸림 없는 무심의 경지를 체득하도록 하는 것이다. 현로(玄路)는 일체의 차별 견해를 초월한 공적한 경계에 살도록 하는 것이다. 전수(展手)는 중생구제의 보살도를 실천하는 길을 제시하는 것으로서, 스승이 제자에게 방편을 사용하여 전하는 것이다.

## 정편오위설
동산 스님의 저서 오위현결에서 주장된 오위(en:Five Ranks)는 조동종의 핵심교의이다. 정편오위, 편정오위(偏正五位)라고도 한다.
- 정위각편(正位却偏)
- 편위수편(偏位雖偏)
- 정위중래(正位中來)
- 편위중래(偏位中來)
- 상겸대래(相兼帶來)

## 같이 보기
- 조산본적